# Kelīshād va Sūdarjān
Kelīshād va Sūdarjān (persiska: Kelīshād, کلیشاد, کلیشاد و سودرجان) är en ort i Iran.   Den ligger i provinsen Esfahan, i den centrala delen av landet, 300 km söder om huvudstaden Teheran. Kelīshād va Sūdarjān ligger 1 612 meter över havet och antalet invånare är 33 630.
Terrängen runt Kelīshād va Sūdarjān är platt västerut, men österut är den kuperad. Runt Kelīshād va Sūdarjān är det tätbefolkat, med 790 invånare per kvadratkilometer. Närmaste större samhälle är Esfahan, 17,8 km nordost om Kelīshād va Sūdarjān. Trakten runt Kelīshād va Sūdarjān består till största delen av jordbruksmark.